# Gylen Castle
Gylen Castle is een kasteel op de zuidelijk punt van Kerrera in Argyll and Bute in Schotland. Het kasteel steekt dramatisch af tegen het landschap en de lucht en kijkt uit over de Firth of Lorne.
Het kasteel is in 1587 gebouwd als een L-vormige toren. Het is in de periode 2002-2006 gerenoveerd om te zorgen dat het niet door de zee opgeslokt zou worden.